# Římskokatolická farnost – děkanství Vrchlabí
Římskokatolická farnost – děkanství Vrchlabí je územním společenstvím římských katolíků v rámci jilemnického vikariátu královéhradecké diecéze.

## O farnosti

### Seznam kostelů
| Fotografie | Kostel                     | Místo        | Bohoslužba                        | Bohoslužba                        | Poznámka         |
| ---------- | -------------------------- | ------------ | --------------------------------- | --------------------------------- | ---------------- |
|            | Kostel sv. Vavřince        | Vrchlabí     | neděle středa čtvrtek pátek       | 9.00 18.00                        | farní kostel     |
|            | Kostel sv. Jakuba Staršího | Dolní Lánov  | podle aktuálních farních oznámení | podle aktuálních farních oznámení | kostel           |
|            | Kostel sv. Jiří            | Dolní Branná | sobota                            | 16.00                             | filiální kostel  |
|            | Kostel sv. Josefa          | Dolní Dvůr   | nekonají se pravidelně            | nekonají se pravidelně            | filiální kostel  |
|            | Kostel sv. Augustina       | Vrchlabí     | podle oznámení                    | podle oznámení                    | klášterní kostel |